# Guatapanal
Guatapanal är en ort i Dominikanska republiken.   Den ligger i provinsen Valverde, i den centrala delen av landet, 150 km nordväst om huvudstaden Santo Domingo. Guatapanal ligger 150 meter över havet och antalet invånare är 1 657.
Terrängen runt Guatapanal är platt åt nordväst, men åt sydost är den kuperad. Runt Guatapanal är det tätbefolkat, med 319 invånare per kvadratkilometer. Närmaste större samhälle är Villa Bisonó, 7,6 km nordost om Guatapanal. Omgivningarna runt Guatapanal är en mosaik av jordbruksmark och naturlig växtlighet.